# Silberhülse
Der Silberhülse (Argyrolobium zanonii), auch Silberklee genannt, ist eine Pflanzenart aus der Gattung Argyrolobium in der Unterfamilie der Schmetterlingsblütler (Faboideae).

## Beschreibung

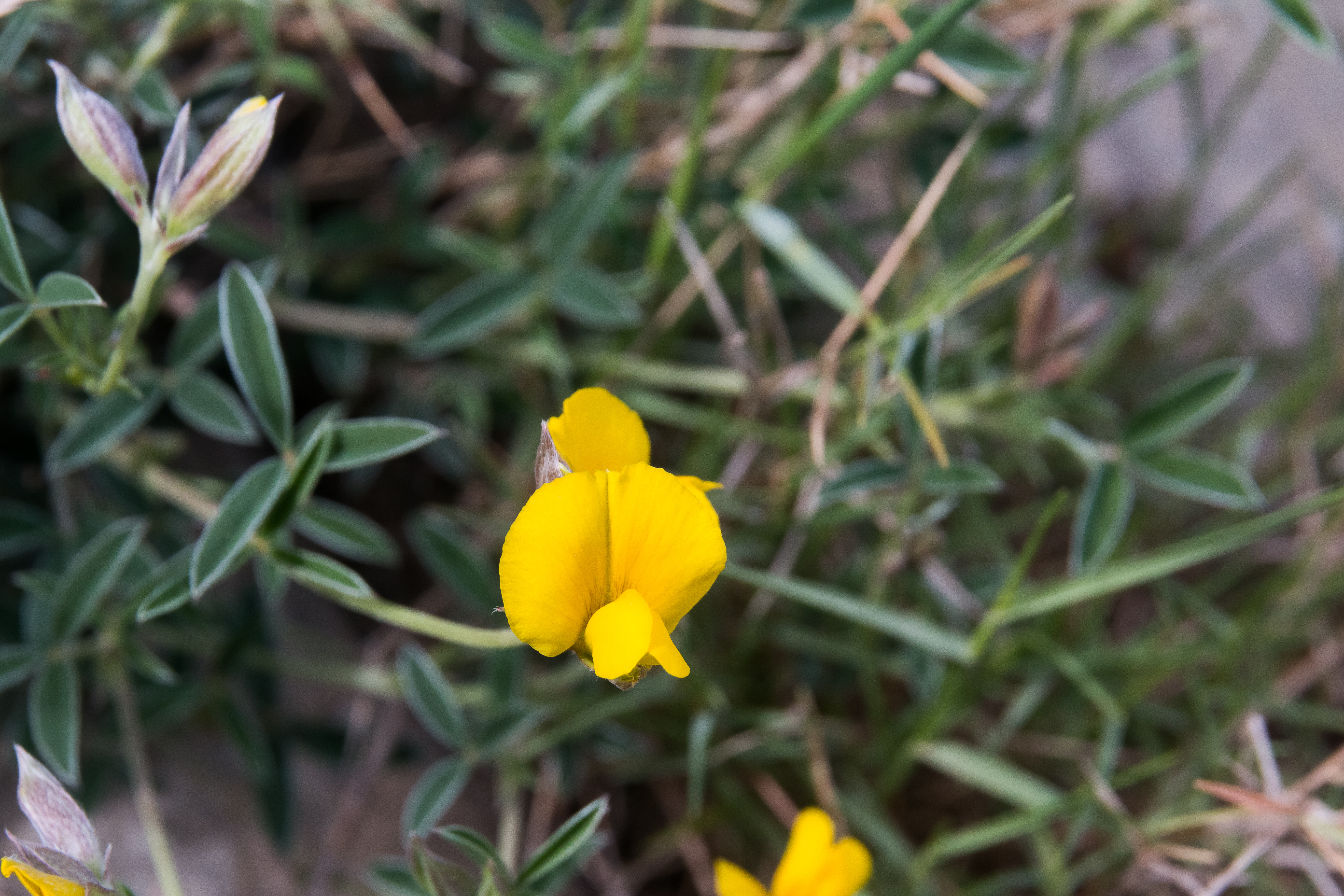
Blätter und Blüten

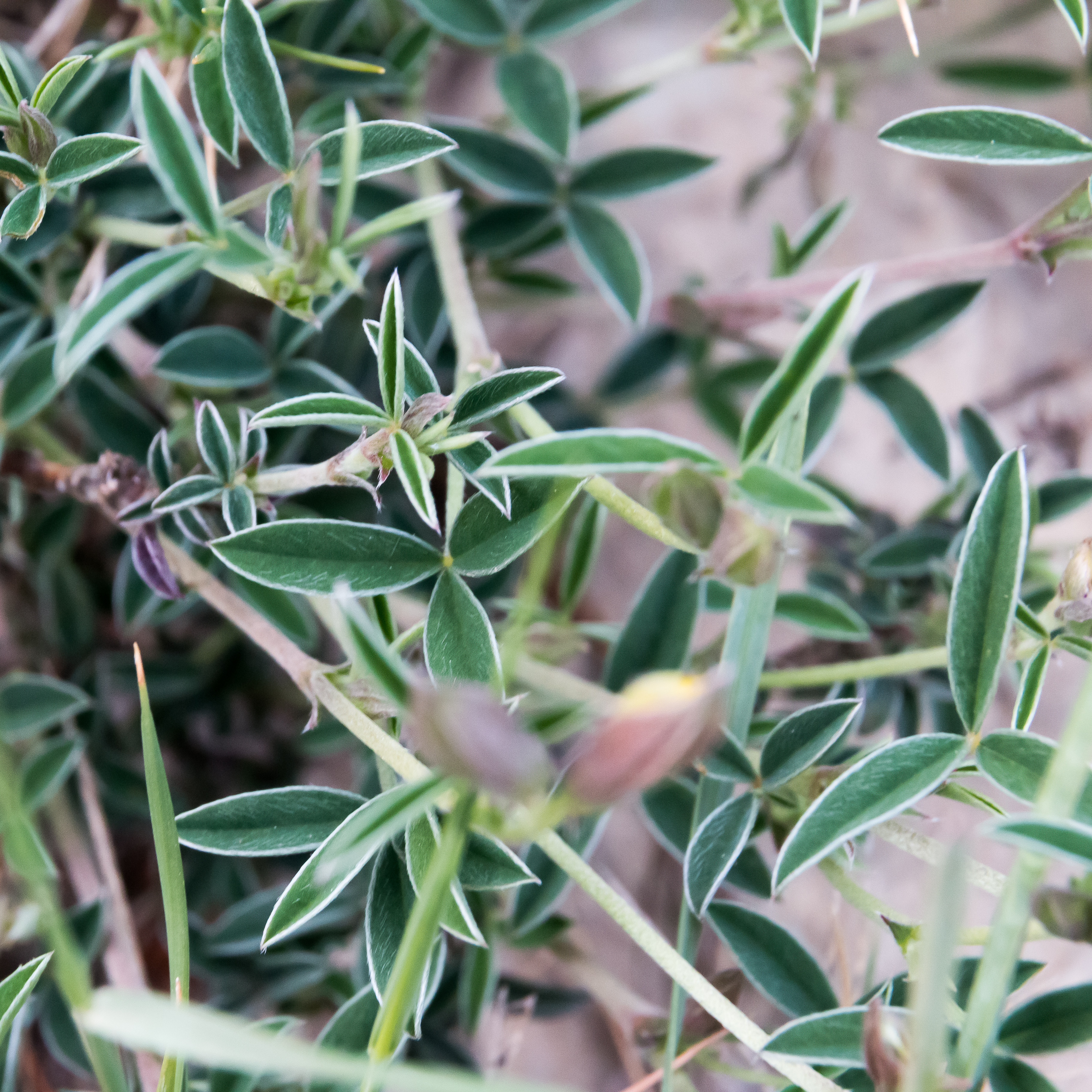
Blätter

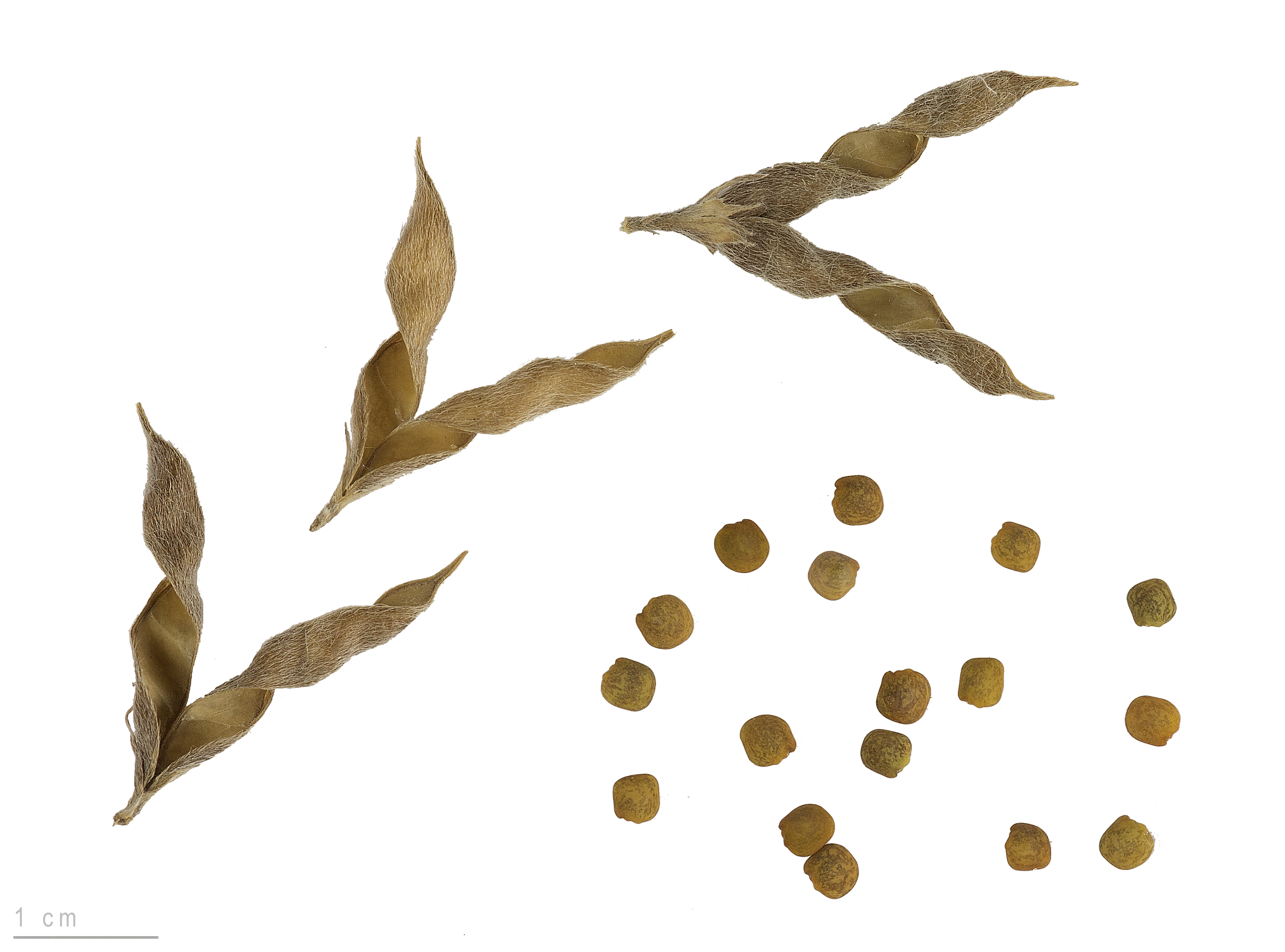
Früchte und Samen

### Vegetative Merkmale
Die Silberhülse ist ein kleiner Halbstrauch, der 5 bis 40 Zentimeter hoch wird. Seine Stängel sind aufsteigend. Die ganze Pflanze ist weißlich und seidig behaart mit Ausnahme der schwach behaarten Blattoberseiten. Die einfachen Laubblätter sind gestielt, dreizählig und oberseits dunkelgrün. Die kleinen, fast sitzenden und ganzrandigen, spitzen Teilblättchen sind elliptisch bis eilanzettlich, sie sind 5 bis 20 Millimeter lang und 3 bis 8 Millimeter breit. Die freien Nebenblätter sind nicht mit dem Blattstiel verbunden.

### Generative Merkmale
Die Blütezeit reicht von März bis Juli. Die zwittrigen Schmetterlingsblüten erscheinen einzeln oder bis zu dritt, büschelig an den Zweigenden, sie sind goldgelb und manchmal purpurn überlaufen, sie sind bis 9–18 Millimeter lang. Der Kelch ist länger als die halbe Krone, er ist zweilippig und seine Oberlippe ist fast bis zum Grund geteilt. Die Unterlippe ist etwas länger und dreizipflig. Die Fahne ist länger als das Schiffchen. Die 10 Staubblätter sind einbrüderig verwachsen.
Die leicht seidig behaarte, mehrsamige Hülsenfrucht mit kurzem Schnabel und beständigem Kelch, ist 20 bis 40 Millimeter lang und 4 bis 5,5 Millimeter breit, sie ist flach und bei den Samen schwach wulstig. Die linsenförmigen, gelblichen, 5–10 Samen sind etwa 2,5–3 Millimeter groß.
Die Chromosomenzahl beträgt 2n = 48.

## Ökologie
Neben chasmogamen Blüten bilden sich auch regelmäßig kleistogame Blüten aus. Diese stehen oft in ein- oder zweiblütigen Ästchen am untern Teil des Stängels.

## Standorte
Die Silberhülse wächst in Felsfluren, in Grasfluren, in Kiefernwäldern und besonders gern auf Kalkgestein.

## Systematik und botanische Geschichte
Diese Art wurde am Monte Baldo schon von John Ray 1665 entdeckt. 1675 fand sie Giacomo Zanoni an anderer Stelle in Italien.
Die gültige Erstbeschreibung erfolgte 1780 unter dem Namen (Basionym) Cytisus zanonii durch Antonio Turra in Florae Italicae Prodromus, S. 66, nach Cytisus argenteus L. 1753. Der kanadische Botaniker Peter William Ball stellte 1968 in Feddes Repertorium, Volume 79, S. 41 die Neukombination zu Argyrolobium zanonii her. Das Artepitheton zanonii ehrt den italienischen Botaniker Giacomo Zanoni (1615–1682). Weiter Synonyme für Argyrolobium zanonii (Turra) P.W.Ball sind: Argyrolobium argenteum (L.) Willk., Argyrolobium linnaeanum Walp., Chamaecytisus dalmaticus Vis.
Für die Silberhülse gibt es Fundortangaben für Marokko, Algerien, Tunesien, Portugal, Spanien, die Balearen, Frankreich, Korsika, Sardinien, Italien, das frühere Jugoslawien und Albanien.
Je nach Autor gibt es etwa vier Unterarten:
- Argyrolobium zanonii subsp. fallax (Ball) Greuter (Syn.: Lotophyllus argenteus var. fallax (Ball) Maire): Sie kommt in Marokko vor.[5]
- Argyrolobium zanonii subsp. grandiflorum (Boiss. & Reut.) Greuter (Syn.: Lotophyllus argenteus subsp. grandiflorus (Boiss. & Reut.) Quézel & Santa): Sie kommt in Marokko und in Algerien vor.[5]
- Argyrolobium zanonii subsp. stipulaceum (Ball) Greuter (Syn.: Argyrolobium linnaeanum subsp. stipulaceum Ball, Lotophyllus argenteus subsp. stipulaceus (Ball) Quézel & Santa): Sie kommt in Marokko und in Algerien vor.[5]
- Argyrolobium zanonii (Turra) P.W.Ball subsp. zanonii: Sie kommt in Marokko, Algerien, Tunesien, Portugal, Spanien, auf den Balearen, in Frankreich, Korsika, Italien und im früheren Jugoslawien und in Albanien vor.[5]